# Isolona
Isolona is een geslacht uit de familie Annonaceae. De soorten uit het geslacht komen voor in tropisch Afrika en op het eiland Madagaskar.

## Soorten
- Isolona campanulata Engl. & Diels
- Isolona capuronii Cavaco & Keraudren
- Isolona cauliflora Verdc.
- Isolona congolana (De Wild. & T.Durand) Engl. & Diels
- Isolona cooperi Hutch. & Dalziel ex G.P.Cooper & Record
- Isolona deightonii Keay
- Isolona dewevrei (De Wild. & T.Durand) Engl. & Diels
- Isolona ghesquierei Cavaco & Keraudren
- Isolona heinsenii Engl. & Diels
- Isolona hexaloba (Pierre) Engl. & Diels
- Isolona humbertiana Ghesq. ex Cavaco & Keraudr.
- Isolona lebrunii Boutique
- Isolona letestui Pellegr.
- Isolona linearis Couvreur
- Isolona madagascariensis (A.DC.) Engl.
- Isolona perrieri Diels
- Isolona pilosa Diels
- Isolona pleurocarpa Diels
- Isolona thonneri (De Wild. & T.Durand) Engl. & Diels
- Isolona zenkeri Engl.